# Міхал Жиро
Міхал Жиро (пол. Michał Żyro, нар. 20 вересня 1992, Варшава) — польський футболіст, півзахисник клубу «Вісла» (Краків).

## Клубна кар'єра
Народився 20 вересня 1992 року в місті Варшава. Вихованець юнацької команди «П'ясечно», з якої 2005 року перейшов в академію «Легії».
У дорослому футболі дебютував 20 листопада 2009 року виступами за «Легію», кольори якої захищає й донині, вигравши за чей час два національних чемпіонства та три кубка.
2016 року Жиро відправився до Англії. Але за три роки так і не зумів закріпитися у клубах Прем'єр-ліги і у 2019 році повернувся до Екстракласи, де 2020 року приєднався до клубу «П'яст», яким керує колишній тренер збірної Польщі Вальдемар Форналік.

## Виступи за збірну
13 травня 2014 року дебютував в офіційних іграх у складі національної збірної Польщі в товариському матчі проти збірної Німеччини в Гамбурзі, який завершився нульовою нічиєю. Наразі провів у формі головної команди країни 4 матчі.
| Дата       | Місто   | Господарі | Результат | Гості     | Турнір            | Голи | Примітки     |
| ---------- | ------- | --------- | --------- | --------- | ----------------- | ---- | ------------ |
| 13-5-2014  | Гамбург | Німеччина | 0 – 0     | Польща    | товариський матч  | -    | 46'          |
| 6-6-2014   | Гданськ | Польща    | 2 – 1     | Литва     | товариський матч  | -    | 76'          |
| 14-10-2014 | Варшава | Польща    | 2 – 2     | Шотландія | Відбір до ЧЄ 2016 | -    | 89'          |
| 18-11-2014 | Вроцлав | Польща    | 2 – 2     | Швейцарія | товариський матч  | -    | 53' 65', 83' |
| Усього     |         | Матчів    | 4         |           | Голів             | 0    |              |

## Титули і досягнення
- Чемпіон Польщі (2):

«Легія» (Варшава): 2013, 2014
- Володар Кубка Польщі (4):

«Легія» (Варшава): 2011, 2012, 2013, 2015

## Особисте життя
Молодший брат Міхала - Матеуш Жиро також професійний футболіст. Захисник клубу «Відзев».